# Mutillidae
Mutillidae este o familie de insecte din ordinul Hymenoptera, suprafamilia Vespoidea.  Familia cuprinde ca. 6000 de specii. Insectele sunt înrudite viespile unele specii sunt paraziți ai albinelor, sau se pot găsi ca paraziți în mușuroaiele furnicilor. Corpul lor este acoperit cu perișori de culoare roșietică, portocalie, gălbuie sau neagră, oferindu-le un aspect catifelat.

## Sistematică

### Subfamilii
- Myrmosinae
- Mutillinae
- Myrmillinae
- Pseudophotopsidinae
- Rhopalomutillinae
- Sphaeropthalminae
- Ticoplinae

### Specii
- Crestomutilla auxiliaris (Turner 1920)
- Crestomutilla glossinae (Turner 1915)
- Dasymutilla gloriosa (Sauss 1868)
- Dasymutilla occidentalis (Linnaeus 1758)
- Mutilla antiguensis Fabricius 1775
- Pappognatha myrmiciformis (Cameron 1897)
- Smicromyrme benefactrix (Turner 1916)
- Stenomutilla eurydice (Péringuey 1898)